# Dingane kaSenzangakhona
Dingane kaSenzangakhona, född 1795, död i februari 1840 i Lebombo-bergen, var kung av zuluerna mellan 1828 och sin död 1840. Dingane var halvbror till Shaka och Mpande, och kom till makten efter att ha mördat Shaka. Dingane hade ett gott förhållande till de engelska bosättarna i Natal, men på grund av de nederländsktalande boernas stora expansionsiver blev det snart konflikter med dessa.

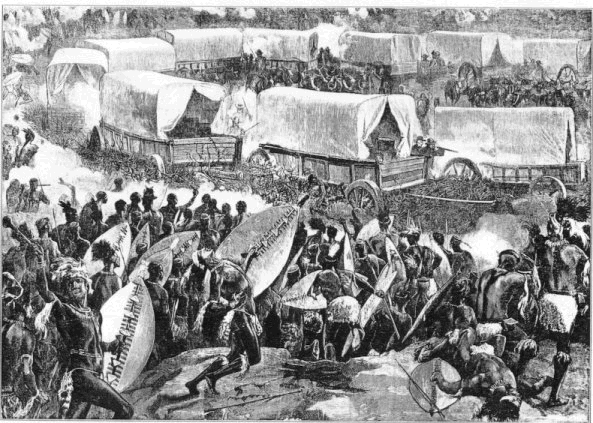
Slaget vid Blood River. Gravyr från 1800-talet.

År 1837 bröt inträngande boer (så kallade voortrekkers) ledda av Piet Retief in i zuluriket över Drakensberg. Konflikt utbröt, och boerna massakrerades i februari 1838. Voortrekker-ledaren Hendrik Potgieter sökte hämnas på zuluerna, men zuluerna segrade åter. Striden mot zuluerna fortsattes nu av nya boerskaror under ledning av Andries Pretorius, som den 16 december 1838 ("Dinganes dag") i grund slog Dingane vid Blood River.
Pretorius blev nu militärledare för boerna i republiken Natalia, med Pietermaritzburg som huvudstad. Dessa hjälpte i februari 1840 Dinganes halvbror Mpande att göra revolt mot Dingane, som dödades.